# Rocourt-i csata
A rocourt-i csata (más írásmódokkal roucoux-i, roccoux-i, raucoux-i csata) az osztrák örökösödési háború egyik csatája volt, melyet 1746. október 11-én vívták az osztrák, holland, brit, valamint hannoveri csapatok a franciákkal, és az utóbbiak győzelmével ért véget. A csata helyszíne, Rocourt falu ma Liège (Lüttich) egyik városrésze.

## Előzmények
Miután a szövetséges (pragmatikus) haderőt erősen meggyengítette az 1745-ben Skóciában kitört felkelés miatti kivonása a brit csapatok egy jelentős részének, a Szász Móric vezette francia haderő felújította a támadását Flandriában, és elfoglalta Brüsszelt, Antwerpent, Namurt, Charleroi-t, és fenyegették a Lotharingiai Károly vezette szövetséges haderőt.

## A csata lefolyása
Lotharingiai Károly a seregét a Maas folyó bal partján állította fel. A Liége-re támaszkodó balszárnyat a holland csapatokok alkották, a centrumban Rocourt és Liers településeknél a britek és hannoveriek álltak, míg a jobbszárnyon az osztrák kontingens állt, melynek szárnyát a Jaar (németül: Jeker, franciául: Geer) folyó biztosította.
Szász Móric a balszárnyon álló hollandokat támadta meg nagy túlerővel. A franciáknak sikerült Liége mellett elhaladva a szövetséges haderő hátába kerülniük. A hollandok heves ellenállást tanúsítottak, de a harmadik francia roham visszaszorította őket a centrumban álló brit és hannoveri csapatok mögé.
A balszárny megingása után egy általános francia rohamtól tartva a hadvezetés elrendelte az általános visszavonulást. John Ligonier tábornok a brit lovassággal és két gyalogzászlóaljjal fedezte a szövetséges haderő visszavonulását a Maason át, miközben súlyos veszteségek érték egyes részeit. Az elesettek között volt Otto Georg Veldtmann tábornok is. A szövetséges haderő összesen 4000 embert veszített elesettekben és sebesültekben, a francia veszteség 3518 főt tett ki.

## Következmények
A csata után közvetlenül a franciák megszerezték Liége-t, és Osztrák-Németalföldet a háború végéig szilárdan meg is tartották. Fél évvel a fontenoy-i csata után Szász Móric újabb jelentős győzelmet aratott a szövetséges haderő felett, de nem azt a döntő győzelmet, amit előzőleg eltervezett. További hadműveletekre a tél közeledtével már nem került sor.

## Fordítás
- Ez a szócikk részben vagy egészben  a   Schlacht bei Roucourt című német Wikipédia-szócikk ezen változatának fordításán alapul.  Az eredeti cikk szerkesztőit annak laptörténete sorolja fel. Ez a jelzés csupán a megfogalmazás eredetét és a szerzői jogokat jelzi, nem szolgál a cikkben szereplő információk forrásmegjelöléseként.
- Ez a szócikk részben vagy egészben  a   Battle of Rocoux című angol Wikipédia-szócikk ezen változatának fordításán alapul.  Az eredeti cikk szerkesztőit annak laptörténete sorolja fel. Ez a jelzés csupán a megfogalmazás eredetét és a szerzői jogokat jelzi, nem szolgál a cikkben szereplő információk forrásmegjelöléseként.